# Lisisc d'Etòlia
Lisisc (en llatí Lyciscus, en grec antic  Λυκίσκος) fou un polític etoli, partidari de Roma durant la Tercera Guerra Macedònica.
Va ser general en cap de la Lliga Etòlia l'any 171 aC per la influència de Quint Marci Filip i Aule Atili Serrà, dos dels comissionats romans enviats a Grècia aquell any, segons Titus Livi. El 167 aC Lisisc i Tisip, un altre partidari de Roma, van ser acusats davant d'Emili Paul·le d'haver permès la mort de 550 soldats de l'exèrcit senatorial a mans dels romans que li hauria prestat Aule Bebi amb aquest propòsit, i que altres havien estat obligats a exiliar-se per confiscar les seves propietats. Però el comissionats romans van decidir que la violència s'havia utilitzat contra els partidaris de Perseu de Macedònia i opositors a Roma, i que estava justificada i Aule Bebi només va ser condemnat per haver posat els soldats romans al servei de la matança, explica Titus Livi.